# Фридрих фон Хелдрунген
Фридрих (V) фон Хелдрунген (на немски: Friedrich (V) von Heldrungen; † 1413) е господар на Хелдрунген в Тюрингия.

## Биография
Той е вероятно син на Хайнрих фон Хелдрунген „Млади“ († сл. 22 март 1382) и внук на Фридрих фон Хелдрунген († сл. 16 февруари 1367), хауптман на Ерфурт (1358), рицар (1361).
Фридрих фон Хелдрунген понеже подкрепя и ръководи селското въстание (1412 – 1415) маркграф Вилхелм II фон Майсен му взема господството през 1412 г. През следващата година той е убит от селяни от Макенроде (в Хоенщайн).
Господството Хелдрунген отива на 8 януари 1413 г. на граф Хайнрих фон Хонщайн. Родът на господарите фон Хелдрунген изчезва ок. 1443 г.

## Фамилия
Фридрих фон Хелдрунген се жени за дъщеря на граф Конрад IV фон Вернигероде († сл. 24 юни 1373) и Елизабет (или Лутруд) фон Хонщайн-Херинген-Тона († сл. 1347). Те нямат деца.